# Benjamin Tetteh
Benjamin Tetteh (* 10. července 1997, Accra, Ghana) je ghanský fotbalový útočník, od sezony 2020/21 hraje za turecký Yeni Malatyaspor.

## Klubová kariéra

### Standard Liège
| Gól | Datum        | Soutěž (kolo)          | Zápas                                 | Skóre (minuta) | Výsledek |
| --- | ------------ | ---------------------- | ------------------------------------- | -------------- | -------- |
| 1   | 17. 10. 2015 | 1. liga (11.)          | Standard Liège – KVC Westerlo         | 1:20(64.)      | 1:2      |
| 2   | 22. 4. 2016  | 1. liga – O titul (4.) | Standard Liège – Royal Excel Mouscron | 4:10(77.)      | 4:1      |

#### 1. FC Slovácko (hostování)
| Gól | Datum       | Soutěž (kolo) | Zápas                           | Skóre (minuta) | Výsledek |
| --- | ----------- | ------------- | ------------------------------- | -------------- | -------- |
| 1   | 4. 12. 2016 | 1. liga (16.) | FK Dukla Praha – 1. FC Slovácko | 1:10(30.)      | 2:3      |

### Bohemians Praha 1905
V červenci 2017 odešel ze Standardu na hostování do českého mužstva Bohemians Praha 1905. V září 2017 na něj Bohemians 1905 uplatnili opci.
| Gól                         | Datum       | Soutěž (kolo) | Zápas                                             | Skóre (minuta) | Výsledek    |
| --------------------------- | ----------- | ------------- | ------------------------------------------------- | -------------- | ----------- |
| 1                           | 19. 9. 2017 | MOL Cup (3.)  | Bohemians Praha 1905 – FC Sellier & Bellot Vlašim | 2:20(105.)     | 2:3 po pen. |
| 2                           | 2. 3. 2018  | 1. liga (19.) | Bohemians Praha 1905 – FK Dukla Praha             | 2:00(86.)      | 2:0         |
| 3                           | 8. 4. 2018  | 1. liga (23.) | Bohemians Praha 1905 – FC Viktoria Plzeň          | 5:20(56.)      | 5:2         |
| Celkem: Liga – 2, Pohár – 1 |             |               |                                                   |                |             |

### AC Sparta Praha
Tetteh oficiálně přestoupil do Sparty 17. července 2018 (se Spartou ale absolvoval kompletní letní přípravu). Podepsal kontrakt na čtyři roky. První ligový gól za Spartu vstřelil 5. srpna Slovácku. V první polovině sezony 2018/19 byl s 8 góly nejlepším střelcem Sparty. Díky dobrým výkonům se o Tetteha začaly zajímat kluby z Premier League a turecký Galatasaray SK.
| Gól                          | Datum        | Soutěž (kolo)         | Zápas                                        | Skóre (minuta) | Výsledek |
| ---------------------------- | ------------ | --------------------- | -------------------------------------------- | -------------- | -------- |
| 1                            | 5. 8. 2018   | 1. liga (3.)          | AC Sparta Praha – 1. FC Slovácko             | 1:00(32.)      | 1:0      |
| 2                            | 31. 8. 2018  | 1. liga (7.)          | AC Sparta Praha – FK Dukla Praha             | 1:00(45.+1.)   | 2:0      |
| 3                            | 17. 9. 2018  | 1. liga (8.)          | FC Baník Ostrava – AC Sparta Praha           | 0:10(77.)      | 0:1      |
| 4                            | 22. 9. 2018  | 1. liga (9.)          | AC Sparta Praha – FC Slovan Liberec          | 2:00(27.)      | 4:1      |
| 5                            | 22. 9. 2018  | 1. liga (9.)          | AC Sparta Praha – FC Slovan Liberec          | 3:00(34.)      | 4:1      |
| 6                            | 22. 10. 2018 | 1. liga (12.)         | AC Sparta Praha – FK Mladá Boleslav          | 2:00(20.)      | 4:1      |
| 7                            | 22. 10. 2018 | 1. liga (12.)         | AC Sparta Praha – FK Mladá Boleslav          | 3:00(38.)      | 4:1      |
| 8                            | 4. 11. 2018  | 1. liga (14.)         | AC Sparta Praha – SK Slavia Praha            | 1:10(42.)      | 2:2      |
| 9                            | 15. 12. 2018 | 1. liga (19.)         | 1. FK Příbram – AC Sparta Praha              | 0:10(30.)      | 1:1      |
| 10                           | 18. 2. 2019  | 1. liga (21.)         | FK Dukla Praha – AC Sparta Praha             | 2:30(81.)      | 2:3      |
| 11                           | 8. 4. 2019   | 1. liga (27.)         | AC Sparta Praha – FC Fastav Zlín             | 2:00(70.)      | 2:0      |
| 12                           | 29. 7. 2019  | 1. liga (3.)          | SK Dynamo České Budějovice – AC Sparta Praha | 2:20(82.)      | 2:2      |
| 13                           | 11. 8. 2019  | 1. liga (4.)          | FK Mladá Boleslav – AC Sparta Praha          | 2:20(74.)      | 3:4      |
| 14                           | 11. 8. 2019  | 1. liga (9.)          | FC Fastav Zlín – AC Sparta Praha             | 0:10(5.)       | 0:2      |
| 15                           | 22. 11. 2019 | 1. liga (17.)         | AC Sparta Praha – SK Dynamo České Budějovice | 3:30(80.)      | 3:3      |
| 16                           | 8. 12. 2019  | 1. liga (19.)         | AC Sparta Praha – FK Mladá Boleslav          | 4:20(71.)      | 5:2      |
| 17                           | 4. 3. 2020   | MOL Cup (Čtvrtfinále) | AC Sparta Praha – FC Baník Ostrava           | 2:00(54.)      | 5:0      |
| 18                           | 8. 3. 2020   | 1. liga (24.)         | SK Slavia Praha – AC Sparta Praha            | 0:10(80.)      | 1:1      |
| 19                           | 6. 6. 2020   | 1. liga (28.)         | Bohemians Praha 1905 – AC Sparta Praha       | 0:10(84.)      | 0:1      |
| Celkem: Liga – 18, Pohár – 1 |              |                       |                                              |                |          |

## Reprezentační kariéra
Tetteh nastupoval za ghanské mládežnické reprezentace U17 a U20.

## Osobní život
Tettehův otec se živí jako rybář, matka je obchodnice.